# Karbokon
A karbokon daganatos betegségek elleni kemoterápiás gyógyszer. A rák különböző fajtái ellen alkalmazzák, pl. tüdő-, gyomor-, petefészekrák, limfóma (nyirokrák), mieloid leukémia.
A szert 1970-ben Masao Arakawa fejlesztette ki a Sankyo Co, Ltd.-nél. A karbokonnak kitűnő a rák elleni hatékonysága, de igen erősek a mellékhatásai is, melyeket gyógyszerkombinációval igyekeznek csökkenteni.

## Hatásmód
Alkiláló szer. Keresztkötéseket hoz létre a DNS-hélix két szála között, amely emiatt nem tud szétválni, következésképpen osztódni sem, és ez a sejt halálához vezet.
Ezen felül a karbokon – a többi alkilálószerhez hasonlóan – a sejt bizonyos molekuláihoz alkil- (pl. metil)csoportot kapcsol, ami miatt az nem tudja helyesen elolvasni a DNS-ben tárolt információt, ami az osztódáskor DNS-hibát okoz.
Az alkiláló szerek a szervezet minden sejtjét megtámadják, de főleg azokat, amelyek gyakran osztódnak. Ezek elsősorban a rákos sejtek, de az átlagosnál gyakrabban osztódó sejtek vannak az emésztőrendszerben, csontvelőben, a herében és a petefészekben is. A kemoterápiás szerek emiatt meddőséget okozhatnak, és az is előfordul, hogy maga a rák elleni gyógyszer okoz (másfajta) rákot – a karbokon esetén a leggyakrabban leukémiát.

## Adagolás
Adható intravénásan, artériába és szájon át is.
A kezdő adag felnőttnél 1–2 mg, a fenntartó  0,25-0,75 mg naponta, vagy hetente kétszer. A fenntartó adagot úgy kell beállítani, hogy a fehérvérsejtszám 8000 és 15000 között maradjon mm³-enként.

## Fizikai/kémiai tulajdonságok
Vörös–vörösbarna kristályos anyag. Vízben gyakorlatilag nem, kloroformban, acetonban és abszolút alkoholban rosszul oldódik.
|             | intravénás | intraperitoneális | szájon át |
| ----------- | ---------- | ----------------- | --------- |
| hím egér    | 6.09       | 3.84              | 30.8      |
| hím patkány | 3.88       | 3.16              | 28.0      |

Az értékek mg/tskg-ban értendők.